# 오노토아

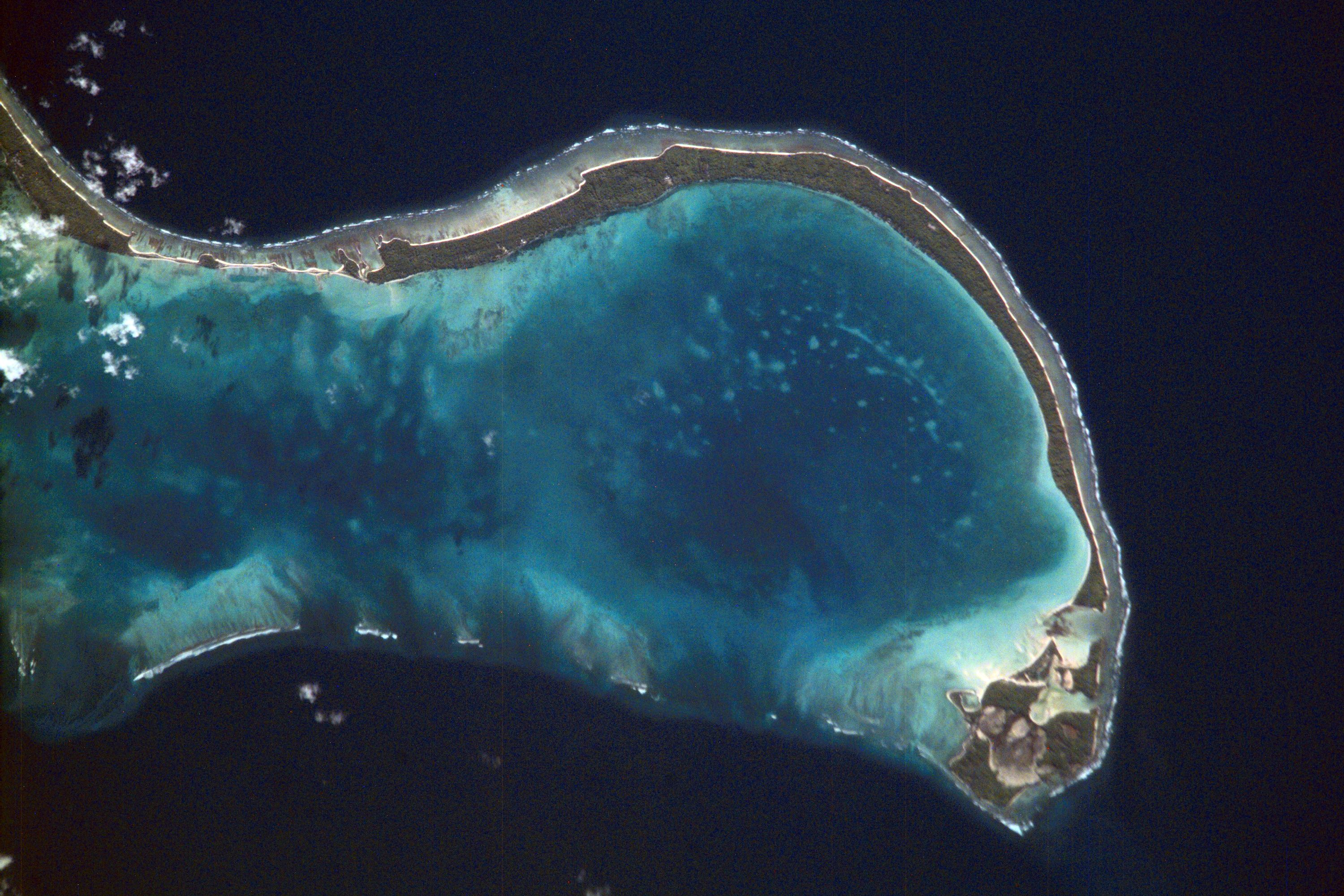
오노토아

오노토아(Onotoa)는 태평양 중서부에 위치한 키리바시의 환초로, 길버트 제도에 속한다.
오노토아 우체국이 1912년 즈음 개국하였다.